# NK Negoslavci
NK Negoslavci je nogometni klub iz Negoslavaca, sela pokraj grada Vukovara.
Seniori se trenutno natječu u 1. ŽNL Vukovarsko-srijemskoj, nogometnog središta Vukovar. Veterani kluba sudjeluju u Nogometnoj ligi veterana ZVO-a.

## Povijest
Klub je osnovan 1928. godine pod nazivom NSK (Negoslavački Sportski Klub). 50-ih godina 20. stoljeća je nosio naziv NK Jedinstvo.
U sezoni 1977./78. klub osvaja prvenstvo nogometnog saveza za područje Vukovara, ali ne uspjeva u kvalifikacijama izboriti plasman u Slavonsku nogometnu zonu.
U organizaciji kluba se održava memorijalni turnir "Mitar Jurić" kao i malonogometni turnir "Više od igre".

### Plasmani kluba kroz povijest
| Sezona                      | Liga                                                    | plasman          |
| --------------------------- | ------------------------------------------------------- | ---------------- |
| 1951.                       | Kotarska nogometna liga Vinkovci Jedinstvena grupa      |                  |
| 1957./58.                   | 2. razred NP Vinkovci Grupa IV                          | 1. mjesto        |
| 1965./66.                   | Podsavezna nogometna liga Vukovar                       | 6. mjesto        |
| 1967./68.                   | Podsavezna nogometna liga Vukovar                       | 10. mjesto       |
| 1969./70.                   | Podsavezna nogometna liga Vukovar                       | 4. mjesto        |
| 1971./72.                   | Liga Nogometnog saveza područja Vukovar                 | 3. mjesto        |
| 1977./78.                   | Prvenstvo vukovarskog nogometnog podsaveza              | 1. mjesto        |
| 1979./80.                   | Slavonska nogometna zona – Podravska skupina            | 2. mjesto        |
| 1980./81.                   | Slavonska nogometna zona – Podravska skupina            |                  |
| 1984./85.                   | Regionalna nogometna liga Slavonije i Baranje – Sjever  | 13. mjesto       |
| 1985./86.                   | Regionalna nogometna liga Slavonije i Baranje – Sjever  | 13. mjesto       |
| 1986./87.                   | Međuopćinska nogometna liga – Sjever                    | 5. mjesto        |
| 1987./88.                   | Međuopćinska nogometna liga – Sjever                    |                  |
| 1991./92.                   | nije se natjecao                                        | nije se natjecao |
| 1992./93.                   | Prvenstvo RSK – Liga Istočne Slavonije i Zapadnog Srema | 9. mjesto        |
| 1993. – 1998. Prvenstvo RSK |                                                         |                  |
| 1998./99.                   | 1. ŽNL Vukovarsko-srijemska Grupa B                     | 11. mjesto       |
| 1999./2000.                 | 1. ŽNL Vukovarsko-srijemska Grupa B                     | 14. mjesto       |
| 2000./01.                   | 2. ŽNL Vukovarsko-srijemska                             | 12. mjesto       |
| 2001./02.                   | 2. ŽNL Vukovarsko-srijemska Grupa A                     | 9. mjesto        |
| 2002./03.                   | 2. ŽNL Vukovarsko-srijemska Grupa A                     | 11. mjesto       |
| 2003./04.                   | 2. ŽNL Vukovarsko-srijemska Grupa A                     | 10. mjesto       |
| 2004./05.                   | 2. ŽNL Vukovarsko-srijemska Grupa A                     | 16. mjesto       |
| 2005./06.                   | 3. ŽNL Vukovarsko-srijemska Grupa B                     | 4. mjesto        |
| 2006./07.                   | 3. ŽNL Vukovarsko-srijemska NS Vukovar                  | 5. mjesto        |
| 2007./08.                   | 3. ŽNL Vukovarsko-srijemska NS Vukovar                  | 2. mjesto        |
| 2008./09.                   | 3. ŽNL Vukovarsko-srijemska NS Vukovar                  | 2. mjesto        |
| 2009./10.                   | 2. ŽNL Vukovarsko-srijemska NS Vukovar                  | 10. mjesto       |
| 2010./11.                   | 2. ŽNL Vukovarsko-srijemska NS Vukovar                  | 9. mjesto        |
| 2011./12.                   | 2. ŽNL Vukovarsko-srijemska NS Vukovar                  | 6. mjesto        |
| 2012./13.                   | 2. ŽNL Vukovarsko-srijemska NS Vukovar                  | 2. mjesto        |
| 2013./14.                   | 2. ŽNL Vukovarsko-srijemska NS Vukovar                  | 5. mjesto        |
| 2014./15.                   | 2. ŽNL Vukovarsko-srijemska NS Vukovar                  | 6. mjesto        |
| 2015./16.                   | 2. ŽNL Vukovarsko-srijemska NS Vukovar                  | 3. mjesto        |
| 2016./17.                   | 2. ŽNL Vukovarsko-srijemska NS Vukovar                  | 3. mjesto        |